# Русский сатирический листок
«Русский сатирический листок» — русский художественный сатирический журнал (с карикатурами), издававшийся в Российской империи в конце XIX века.
Периодическое печатное издание «Русский сатирический листок» издавалось в Москве на русском языке с 1882 по 1889 год включительно (за исключением 1885 года). 
Предполагалось, что журнал будет еженедельным, но на практике он никогда, кроме1889 года, не выходил полным числом номеров. 
Редакторами-издателями были Н. А. Полушин, А. Я. Липскеров и Н. Н. Соедов.
Среди сотрудников журнала был, в частности, русский поэт Алексей Будищев.